# Jean-Antoine Ozun
Pour les articles homonymes, voir Ozun (homonymie).
Jean-Antoine Ozun (ou Antoine-Joseph Ozun), né à Sarrancolin le 31 janvier 1768 et mort à Bourg-en-Bresse le 26 mai 1802, est un homme politique et préfet français.

## Origine familiale
Jean-Antoine Ozun est issu d'une vieille famille des Pyrénées orientales. Son père, Bernard Ozun, est avocat au parlement.

## Carrière politique
Administrateur du département des Hautes-Pyrénées, Jean-Antoine Ozun est élu député pour représenter ce département au conseil des Cinq-cents le 16 octobre 1795. Député actif, il s'intéresse surtout aux questions financières et d'administration, et se fait remarquer pour ses interventions contre la réaction royaliste.
Élu secrétaire du conseil des Cinq-cents le 18 août 1796, il y siège jusqu'au coup d'État du 18 brumaire, qu'il contribue à organiser.

## Préfet de l'Ain
Le 8 juin 1800, Bonaparte le nomme préfet de l'Ain sur proposition du troisième consul Lebrun après que Jacques Fabry, lui aussi ancien des Cinq-cents, a refusé le poste.
Au cours de son administration, il fait appliquer la politique de réconciliation religieuse voulue par le premier consul. Il fait effectuer de sérieux travaux d'urbanisme à Bourg-en-Bresse, avec entre autres la démolition du couvent et de l'église Sainte-Claire. Jean-Antoine Ozun s'applique aussi à ranimer la vie intellectuelle de son département en favorisant les activités de la Société d'émulation de l'Ain.
Il décède en fonction, d'une chute de cheval, le 26 mai 1802 à Bourg-en-Bresse.